# ランチェスターの法則
ランチェスターの法則（ランチェスターのほうそく、英：Lanchester's laws）は戦争における戦闘員の減少度合いを数理モデルにもとづいて記述した法則。一次法則と二次法則があり、前者は剣や弓矢で戦う古典的な戦闘に関する法則、後者は小銃やマシンガンといった兵器を利用した近代戦を記述する法則である佐藤84(p72-74)。
これらの法則は1914年にフレデリック・ランチェスターが自身の著作L1916で発表したもので、原著ではこれらの法則を元に近代戦における空軍力の重要性を説いている。この論文は今日でいうオペレーションズ・リサーチの嚆矢となった佐藤84(p72-74)。
ランチェスターの法則は実際の戦争においても確認されており、例えばJ.H.エンゲルE1954は二次法則に従って硫黄島の戦いを解析することにより、わずかな誤差でこの法則が成り立つことを確認している佐藤84(p184-185)。
古典的な戦闘と近代的な戦闘で従う法則に違いが生じるのは、剣や弓矢による古典的な戦闘では個々の味方が個々の敵を相手とする一騎討ちを基本とした局地戦になるのに対し、小銃やマシンガンを利用した近代的な戦闘では集団的な行動をとる味方が、乱射により不特定の敵を確率的に殺していくものだからである佐藤84(p72-74)。
古典的な戦闘の場合には、個々人による一騎討ちの寄せ集めであるので、戦争による戦闘員の消耗は単純に味方の人数と敵の人数の一次式になる（一次法則）。それに対し近代的な戦闘の場合、戦闘員の消耗は味方の人数と敵の人数の２次式（双曲線）になることが示せる（二次法則）。よって古典的な戦闘とは消耗する人数が大きく異なり、近代的な戦闘では古典的な戦闘と比べ、人数が多い方の軍隊が大幅に有利になる(後述)。
なお、戦後になってからランチェスターの法則を導出した数理モデルは経営学にも一部応用されており、フォルクスワーゲンのセールス戦略をこれにより説明するなどがされている（後述）佐藤84(p188-200)。経営コンサルタントの田岡信夫は自身の研究を踏まえてこれを易しく解説した本を書いており佐藤84(p200)、日本では「ランチェスター経営戦略」と呼ばれている。

## 概要

### 法則の記述

#### 一次法則
時刻tにおける自軍、敵軍の人数をそれぞれxt、ytとすると、一次法則は
{\displaystyle {x_{t} \over \alpha }-{y_{t} \over \beta }}
が、戦闘がはじまってからの経過時間tによらず一定であるという法則である佐藤84(p77)。ここでα、βはそれぞれ敵軍、自軍における兵器や戦闘員の能力を表す定数である佐藤84(p75)（なお自軍、敵軍とも戦闘の途中で戦闘員を追加することはないものとする）。

#### 二次法則
それに対し二次法則は
{\displaystyle {x_{t}{}^{2} \over \alpha }-{y_{t}{}^{2} \over \beta }}
が、tによらず一定であるという法則である佐藤84(p81)。ここで記号の意味は一次法則の場合と同様である。

### 戦闘終了時における生存人数
自軍が勝つとした場合、戦闘終了時刻(t1)における敵軍の生存人数{\displaystyle y_{t_{1}}=0}であることを用いると、時刻t1における自軍の生存人数{\displaystyle x_{t_{1}}}をランチェスターの法則から計算することができる佐藤84(p77, 83)
{\displaystyle x_{t_{1}}=x_{0}-Ey_{0}}            (一次法則の場合)
{\displaystyle x_{t_{1}}={\sqrt {x_{0}{}^{2}-Ey_{0}{}^{2}}}}　 （二次法則の場合）
ここで{\displaystyle x_{0}}、{\displaystyle y_{0}}は戦闘開始時刻(t=0)における自軍の人数と敵軍の人数であり、
{\displaystyle E={\alpha  \over \beta }}
である。Eを自軍に対する敵軍の交換比という佐藤84(p76, 83)。
{\displaystyle E=1}である場合、一次法則における戦闘終了時における生存人数は戦闘開始時の両軍の人数の差によって決まるのに対し、二次法則の場合の生存人数は戦闘開始時の両軍の人数の自乗の差によって決まることになる。二次法則では戦闘開始時の人数が自乗で効いてくるため、一次法則に比べると人数の多いほうが大幅に有利になる。

#### 具体例
例えば{\displaystyle E=1}として、{\displaystyle x_{0}=1000}、{\displaystyle y_{0}=600}の時、
一次法則の場合、{\displaystyle 1000-600=400} (人) しか生き残らないのに対し
二次法則の場合、{\displaystyle {\sqrt {1000^{2}-600^{2}}}=800} (人) と二倍の人数が生き残ることになる。
このように、二次法則では一次法則に比べ、戦闘開始時における人数の多い軍が大幅に有利になることが確かめられる。

## 法則の導出

### 仮定
一次法則、二次法則を導出するに際し、話を単純化するため、以下を仮定する：
- 同じ軍に属する戦闘員の各人の資質・戦闘力はすべて等しい佐藤84(p74,79)
- 戦闘には軍の全員が関わる佐藤84(p74,79)
- 戦闘は時間的に一様である。すなわち戦闘の激しさは戦闘終了までのどの時刻でも一定である佐藤84(p74,79)
- 両軍の人数は非常に大きく、両軍の人数は時間微分できると近似しても問題ない佐藤84(p75)

### 一次法則の導出
剣などの武器で戦う古典的な戦闘では、味方の一人が敵の一人を狙い撃つスタイルなので、{\displaystyle \Delta t}の時間内の自軍、敵軍の兵の減少数{\displaystyle \Delta x}、{\displaystyle \Delta y}は、それぞれ敵の兵士の持つ武器の性能に比例するとしてよいであろう佐藤84(p74)。すなわち
{\displaystyle \Delta x=-\alpha \Delta t}
{\displaystyle \Delta y=-\beta \Delta t}
である。ここでβ、αはそれぞれ自軍、敵軍の武器の性能を表す定数である佐藤84(p74)。
よって両軍の人数は近似的に微分方程式
{\displaystyle {\mathrm {d} x \over \mathrm {d} t}=-\alpha }
{\displaystyle {\mathrm {d} y \over \mathrm {d} t}=-\beta }
によって記述できる佐藤84(p74)。この微分方程式を解くことで一次法則を導くことができる。

### 二次法則の導出
近代戦では両軍とも戦場の一点に兵力を集中し佐藤84(p79)、戦闘は集団的に行われるので佐藤84(p79)、一次法則と違い、{\displaystyle \Delta x}、{\displaystyle \Delta y}は、武器の性能β、αだけではなく、敵軍の人数にも比例するであろう佐藤84(p79)。すなわち
{\displaystyle \Delta x=-\alpha y\Delta t}
{\displaystyle \Delta y=-\beta x\Delta t}
であるので、近似的に微分方程式
{\displaystyle {\mathrm {d} x \over \mathrm {d} t}=-\alpha y}
{\displaystyle {\mathrm {d} y \over \mathrm {d} t}=-\beta x}
が成立する佐藤84(p79)。これを解くことで二次法則を導くことができる。

## 実例
J.H.エンゲルE1954は二次法則に従って米軍と日本軍による硫黄島の戦いを解析した。ただし硫黄島の戦いでは、米軍の側には兵士の補給があったため、二次法則をそのまま適応することはできず、時刻tにおける米軍の補給p(t)を考慮した微分方程式
{\displaystyle {\mathrm {d} x \over \mathrm {d} t}=-\alpha y+p(t)}
{\displaystyle {\mathrm {d} y \over \mathrm {d} t}=-\beta x}
を解くことにより、この戦いを解析した佐藤84(p178)。
エンゲルは解析にあたり、補給p(t)としてこの戦いにおける実際の米軍のデータを用いた佐藤84(p183)。また硫黄島の戦いは開戦28日目に米軍がほぼ硫黄島を制圧したので、この28日間の実際の死傷者数からα、βを見積もった。この結果、実際の死傷者の時間変化を表すグラフと理論から導かれる死傷者数のグラフがわずかな誤差で一致することを確認できる佐藤84(p184-185)。
また以上のように見積もったα、βから導かれる交換比Eはおよそ
{\displaystyle E=5.132}
であり佐藤84(p184-185)、日本軍は不利な状況下にありながらも5倍もの交換比で善戦したことが分かる佐藤84(p184-185)。

## クープマン分析
ランチェスターの二次法則によれば、交換比Eが1である場合、人数の少ない軍が人数の多い軍に勝つことはできない。しかしクープマンK1943はランチェスターの二次法則における仮定「戦闘には全員が参加する」を弱めることにより、もし人数の少ない軍が人数の多い軍を２つに分割することに成功すれば、人数が少ない軍が勝つことができる場合もあることをランチェスターの二次法則から導いた佐藤84(p84-87)。
なお、人数の少ない軍がこのような「分割戦略」を取って勝利できるのは二次法則の場合だけであり、戦闘が一次法則に従っている場合はこの戦略を取っても有利にはならない。

### 概要
二次法則において、人数の少ない軍Xが人数の多い軍Yに「分割戦略」で勝てるための条件は戦闘開始時におけるX、Yの人数{\displaystyle x_{0}}、{\displaystyle y_{0}}が
{\displaystyle x_{0}>{y_{0} \over {\sqrt {2}}}\approx 0.707y_{0}}
を満たす場合である（交換比Eが1を仮定）佐藤84(p84-87)。
この条件をみたす場合、Yは何らかの方法によりXを{\displaystyle {x_{t_{0}} \over 2}}人からなるサブグループ{\displaystyle X'}、{\displaystyle X''}に分割することに成功すれば、Yは
- まず{\displaystyle X'}とのみ戦闘して{\displaystyle X'}を全滅し、
- 次に{\displaystyle X''}と戦闘して{\displaystyle X''}を全滅する

という戦略を取ることでXに勝つことができることをランチェスターの二次法則から導ける佐藤84(p84-87)。

### 導出
実際、Yと{\displaystyle X'}の戦闘に対してランチェスターの二次法則を適応すれば、{\displaystyle X'}との戦闘が終了した時刻t1でのYの生存人数は
{\displaystyle y_{t_{1}}={\sqrt {y_{0}{}^{2}-\left({x_{0} \over 2}\right)^{2}}}}
であり、{\displaystyle X''}との戦闘が終了した時刻t2でのYの生存人数は
{\displaystyle y_{t_{2}}={\sqrt {y_{t_{1}}{}^{2}-\left({x_{0} \over 2}\right)^{2}}}}{\displaystyle ={\sqrt {y_{0}{}^{2}-{x_{0}{}^{2} \over 2}}}}
である。したがって前述の条件{\displaystyle x_{0}>{y_{0} \over {\sqrt {2}}}}を満たす場合には、{\displaystyle y_{t_{2}}>0}であり、Yが勝つことがわかる佐藤84(p84-87)。

### 実例ートラファルガーの海戦
トラファルガーの海戦においてネルソン提督率いるイギリス海軍40隻はフランス・スペインの連合海軍46隻と戦い、船が少ないはずのイギリス側が勝利を収めた。この勝利の肝になったのは、ネルソン提督による戦術で、それは敵の中央と後衛に攻撃を加えることで敵艦隊を２つに分断し、個々に撃破するというものであった佐藤84(p88)。よってトラファルガーの海戦をクープマン分析に沿って解析することができる。
より詳しく言うと、ネルソン提督は自軍の40隻を32隻の主要戦列と8隻の補助戦列に分割し、この主要戦列が敵艦隊を23隻ずつの２グループに分割した。よって自軍の側も2つの戦列に分割されているため、前述のクープマン分析をそのまま適応することはできないが、類似した分析を行うことにより、海戦終了時にネルソン提督の側が
{\displaystyle {\sqrt {32^{2}+8^{2}-23^{2}-23^{2}}}\approx 5}(隻)
残して勝利することを導くことができる佐藤84(p89)（交換比Eが1の場合。ただし実際にはイギリスの方が海軍技術は優れていたと言われている佐藤84(p89)）。
実際の海戦では事前に立てた戦術とは異なり、主要戦列は27隻であったなどの差異があるため佐藤84(p90)、上記の解析結果をそのまま信用することはできないが、ネルソン提督側の勝利を説明する一助にはなるであろう。

## ランチェスターの式の応用
ランチェスターの研究成果を踏まえた数学的な研究が何人かの研究者によって行なわれている。そのうちの一人は海戦術理論の研究者であるブラッドレー・フィスクである。彼は艦隊の火力を集中することの定量的な有効性を分析することに功績がある。劣勢にある艦隊の戦闘力の減少率は算術級数的ではなく幾何級数的であることを示し、二つの艦隊の戦力の格差が広がる過程を方程式として描き出した。フィスクの研究成果である方程式はランチェスターの第2法則の要素を含みながらも、より操作しやすい異なる方程式を提唱した。
またオシポフはランチェスターと同じ結論にほぼ同時期に到達しており、1915年に一連の論文でオシポフ方程式を提唱した。オシポフはフィスクやランチェスターの理論を参照することができなかったために、各時点において対抗している両軍の戦力の損耗を表現するための累乗の指数を用いた関数を使用することを独自に考案した。さらに、歴史的な事実を統計学の手法を応用して分析することを始めている。
またルイス・フライ・リチャードソンは第二次世界大戦中にランチェスター方程式の軍事的な価値に気づき、その研究を踏まえながら自身の数学的モデルを構築した。リチャードソンの研究業績は主に軍拡競争の現象を説明するための微分方程式を使用し、二国間関係の安定性を数学的に分析することが可能であることを示したことである。
第二次世界大戦でランチェスターの理論に対する関心が高まると、軍事問題に携わる数学者が本格的にランチェスター方程式を発展させようと努めた。1943年から1951年にかけてクープマン、モース、キムボールはアメリカ海軍の作戦評価集団(Operations Evaluation Group, OEG)に勤務して研究業績(オペレーションズ・リサーチ)を発表する。クープマンはランチェスター方程式に新たに戦闘の機会という確率的要素と戦争における工業生産率の要素を導入（「ランチェスター戦略方程式」=クープマンモデルともいわれる）した。

## 経営学への応用

### フォルクスワーゲンのセールス戦略
フォルクスワーゲン社は製品を他社と競争販売を行う場合、自社占拠率が40%を超える地域を1つ獲得することを最初の目標とし、同時に他社占拠率が40%を超える地域は後回しにする40パーセント・コントロール主義と呼ばれる経験則を販売戦略としていた佐藤84(p196)。
この「40％」という数字の根拠をランチェスターの二次法則を応用した数理モデルで説明することができる佐藤84(p196)。具体的には二次法則では考慮されていなかった兵士の補給（フォルクスワーゲンの文脈はセールスマンの補給）という概念を導入し、さらに作戦による自軍の損耗も考慮した連立微分方程式
{\displaystyle {\mathrm {d} x \over \mathrm {d} t}=-ax-by+A}
{\displaystyle {\mathrm {d} y \over \mathrm {d} t}=-cx-dy+B}
を考える。ここでx、yは兵士の数（フォルクスワーゲンの文脈では、セールスマンや店舗数等の「販売戦力」佐藤84(p197)）、A、Bはそれぞれ単位時間あたりの自軍、敵軍（フォルクスワーゲンの文脈では自社、敵対会社。以下同様）の補給である佐藤84(p189)。さらに両軍とも、全兵力を戦略用、戦術用の2つに分け、
{\displaystyle x=x_{S}+x_{T}}
{\displaystyle y=y_{S}+y_{T}}
と書けるものとする。ここでxS、ySは自軍、敵軍の戦略用兵力、xT、yTは自軍、敵軍の戦術用兵力を表す佐藤84(p193-194)。戦略用兵力は敵の補給力に対してのみ攻撃を加えるが、戦術用兵力が攻撃を加えるのは補給力のみに限定されない佐藤84(p193-194)。なお、フォルクスワーゲンの文脈では、戦略的兵力とは他社の販売戦力を削ぐための間接的な販売戦力であり、戦術用兵力とは直接的な販売戦略である佐藤84(p197)。
敵軍の攻撃による自軍の補給力の低下は比率yS/xTによって決まると考えられ、同様に自軍の攻撃による敵軍の補給力の低下は比率xS/yTによって決まると考えられ佐藤84(p193-194)、
補給A、Bは近似的に
{\displaystyle A=P(1-k(y_{S}/x_{T})y_{S})}
{\displaystyle B=Q(1-\ell (x_{S}/y_{T})x_{S})}
と書けるとしてよい佐藤84(p193-194)。ここでk、lは何らかの定数である。またP、Qはフォルクスワーゲンの文脈ではそれぞれ、ある地域における自社、他社の販売量を表し佐藤84(p197)、したがって
{\displaystyle {x \over y}={P \over Q}}
が成り立っていると仮定する佐藤84(p197)。さらに解析を簡単にするため、
{\displaystyle a=b=c=d,}
{\displaystyle k=\ell }
と仮定する佐藤84(p193-194)。
先述したようにxSは敵対会社の販売戦力を削ぐための間接的な販売戦力、xTは直接的な販売戦略であったから、間接的な販売戦力であるxSに投資できる余力があることが敵対会社に優位に勝てるための条件となる佐藤84(p197)。そのためには
{\displaystyle x_{T}<x_{S}}
でなければならない。この不等式に前述の微分方程式の解を当てはめることで、自社占拠率{\displaystyle {P \over P+Q}}が
{\displaystyle {P \over P+Q}>{8 \over 8+{\sqrt {125}}}\approx 0.4171}
を満たした場合に敵対会社に優位に勝てることを導ける佐藤84(p197)。これはフォルクスワーゲンの「40パーセント・コントロール主義」とほぼ一致する数字である。

### 強者戦略および弱者戦略
ランチェスターの法則の式を見ると、もし初期の兵員数を変えることができないとしたら、勝つためには{\displaystyle E}を増やす、つまり性能のよい武器を使うことが重要であることがわかる。しかし、それ以上に大切なのが、製品ライフサイクルの段階によって、第1法則と第2法則のどちらを使って戦闘を行う(グー・パー・チョキ理論)か、ということである。

また、軍事理論をマーケティングにそのままあてはめる(「戦闘力」=「営業力」、「兵員数」=「量」、「武器性能」=「質」に置き換えて考える)のは、なかなか困難なことである。

#### 強者戦略
- 軍事における強者とは、兵員数が多い方の軍のことである。
- ビジネスにおける強者とは、市場シェアが1位であることである。

第1法則と第2法則を比較すると、A軍の損害は、第2法則を適用したときのほうが少ない。よって、強者であるA軍は、できるだけ軍力を残すように第2法則を適用できる戦場で戦うべきである。

#### マーケティング強者戦略
マーケティング戦略においては、様々な分野に手を伸ばすことで、間隙を突いてのし上がろうとする他社の行動を防ぐことができる。
一般化して述べれば、強者のとるべき戦略は追随戦略で、敵と同じ性能の武器を持ち、広い戦場で、多対一で戦い、遠隔戦を行い、力を総動員して圧倒することである。

#### 弱者戦略
- 軍事における弱者とは、兵員数が少ない方の軍のことである。
- ビジネスにおける弱者とは、市場シェアが2位以下のことである。

第1法則と第2法則を比較すると、A軍の損害は、第1法則を適用したときのほうが多い。よって、弱者であるB軍は、できるだけA軍を倒せるように第1法則を適用できる戦場で戦うべきである。
すなわち、実際の戦闘で言うならば、狭い谷間のような場所に軍を進め、たとえ銃や大砲を使用しても一人で多数を攻撃不可能な状況にして、接近戦・一対一の戦闘にもっていけば、A軍の損害を増やすことができる。もちろん第1法則においても、多数であるほうが優勢であるのは間違いないので、敵を分散させて各個撃破していくことも大切である。

#### マーケティング弱者戦略
マーケティング戦略においては、一つの特殊な分野に特化することで、そこまで手を回す余裕のない大企業の隙（ニッチ市場）を突いてのし上がれる。一般化して述べれば、弱者のとるべき戦略は差別化戦略で、敵より性能のよい武器を持ち、狭い戦場で、一対一で戦い、接近戦を行い、力を一点に集中させることである。
ただし、「武器性能の向上」「各個撃破」は、マーケティング戦略では「ひとつの分野に集中する」ことに相当するが、「第1法則を適用できる戦場で戦う」ということがマーケティング戦略において具体的に何を指すのかは、難しい所であろう。

## 文献

### 原著・原論文
- ランチェスターの原著
  - F.W. Lanchester (1916). Aircraft in Warfare; The dawn of the fourth arm. Constable and Company Limited
- クープマン分析の原論文
  - B. O.  Koopman (1943). Quantitative aspect of combat. Office of Scientific Research and Development. Applied Mathematical Panel, Note 6, AMG Columbia University

- エンゲルによる、硫黄島の戦いでのランチェスターの法則の検証論文
  - J.H. Engel (1954). A verification of Lanchester's law. Operations Research 2:163-71

### その他関連文献
- Blackett, P. M. 1948. Operational research. Quarterly Journal of the British Association for the Advancement o Science 5:26-38.
- Dupuy, T. N. 1979. Numbers, predictions and war. Indianapolis and New York: Bobbs-Merrill.
- Huber, R. K., L. F. Jones, and E. Reine, eds. 1975. Military strategy and tactics. Computer modeling of land war problems. New York: Plenum Press.
- Lanchester, F.W. 1916. Aircraft in warfare: The dawn of the fourth arm. London: Constable. Excerpted in vol. 4 of The world of mathematics, ed. F.R. Newman, pp. 2138-57. New York: Simon and Schuster.
- Morse, P. M., and G. E. Kimball. 1951. Methods of operations research. Cambridge: Massachusetts Institute of Technology Press.
- Richardson, L. F. 1947. Arms and insecurity. Pittsburgh: Boxwood.
- Richardson, L. F. 1950. Statistics of deadly quarrels. Chicago: Quadrangle Books.
- Taylor, J. G. 1983. Lanchester models of warfare. Vols. 1 and 2. Alexandria, Va.:Military Applications Section of ORSA.
- Taylor, J. G. 1980. Force-on-force attrition modeling. Alexandria, Va.: Military Applications Section of ORSA.
- Weiss, H.K. 1957. Lanchester-type models of warfare. Proceedings of first International Conference on Operational Research, Oxford, September, pp.82-98. Baltimore, md.: Operations Research Society of America.